# ژانگ جی (بازیکن هندبال)
ژانگ جی (انگلیسی: Zhang Ji؛ زادهٔ ۵ نوامبر ۱۹۷۸) بازیکن هندبال اهل چین بود. وی در بازی‌های المپیک تابستانی ۲۰۰۸ شرکت کرده‌است.